# Horine
Horine és una concentració de població designada pel cens dels Estats Units a l'estat de Missouri. Segons l'estimació del juliol de 2007 tenia 1.002 habitants.

## Demografia
Segons el cens del 2000, Horine tenia 923 habitants, 335 habitatges, i 254 famílies. La densitat de població era de 429,4 habitants per km².
Dels 335 habitatges en un 34,3% hi vivien nens de menys de 18 anys, en un 61,8% hi vivien parelles casades, en un 9,3% dones solteres, i en un 23,9% no eren unitats familiars. En el 19,7% dels habitatges hi vivien persones soles el 6% de les quals corresponia a persones de 65 anys o més que vivien soles. El nombre mitjà de persones vivint en cada habitatge era de 2,76 i el nombre mitjà de persones que vivien en cada família era de 3,15.
Per edats la població es repartia de la següent manera: un 24,3% tenia menys de 18 anys, un 10% entre 18 i 24, un 31,9% entre 25 i 44, un 24,8% de 45 a 60 i un 9,1% 65 anys o més.
L'edat mediana era de 36 anys. Per cada 100 dones de 18 o més anys hi havia 113,1 homes.
La renda mediana per habitatge era de 41.676 $ i la renda mediana per família de 41.593 $. Els homes tenien una renda mediana de 37.009 $ mentre que les dones 20.417 $. La renda per capita de la població era de 17.366 $. Entorn del 3,4% de les famílies i el 3,7% de la població estaven per davall del llindar de pobresa.

## Poblacions més properes
El següent diagrama mostra les poblacions més properes.